# IAF Aerobatic Team
IAF Aerobatic Team to reprezentacyjny zespół akrobacyjny Sił Powietrznych Izraela. Grupa prezentowała swoje umiejętności w wielu krajach, głównie na wschodzie Azji. 

## Historia
Zespół sformowano w oficjalnie w 1973 w bazie wojskowej Chacerim. Od samego początku istnienia zespół używa samolotów produkcji francuskiej, Fouga CM.170 Magister, które wykorzystywane są aż do dziś w armii Izraela jako samoloty treningowe dla pilotów. Samoloty pomalowano w barwy zespołu, wyposażono je również w wytwornicę dymów. Sprzęt występujący w zespole jest regularnie modernizowany.

## Galeria

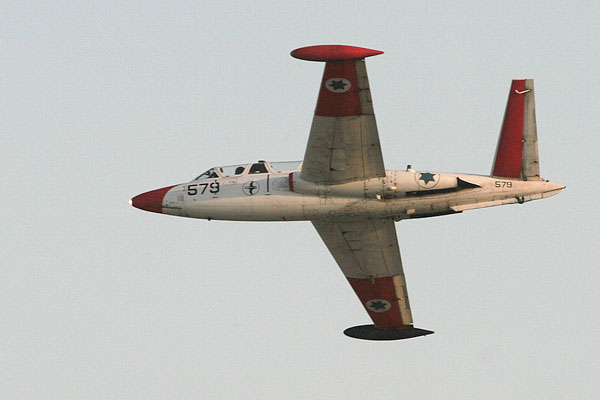
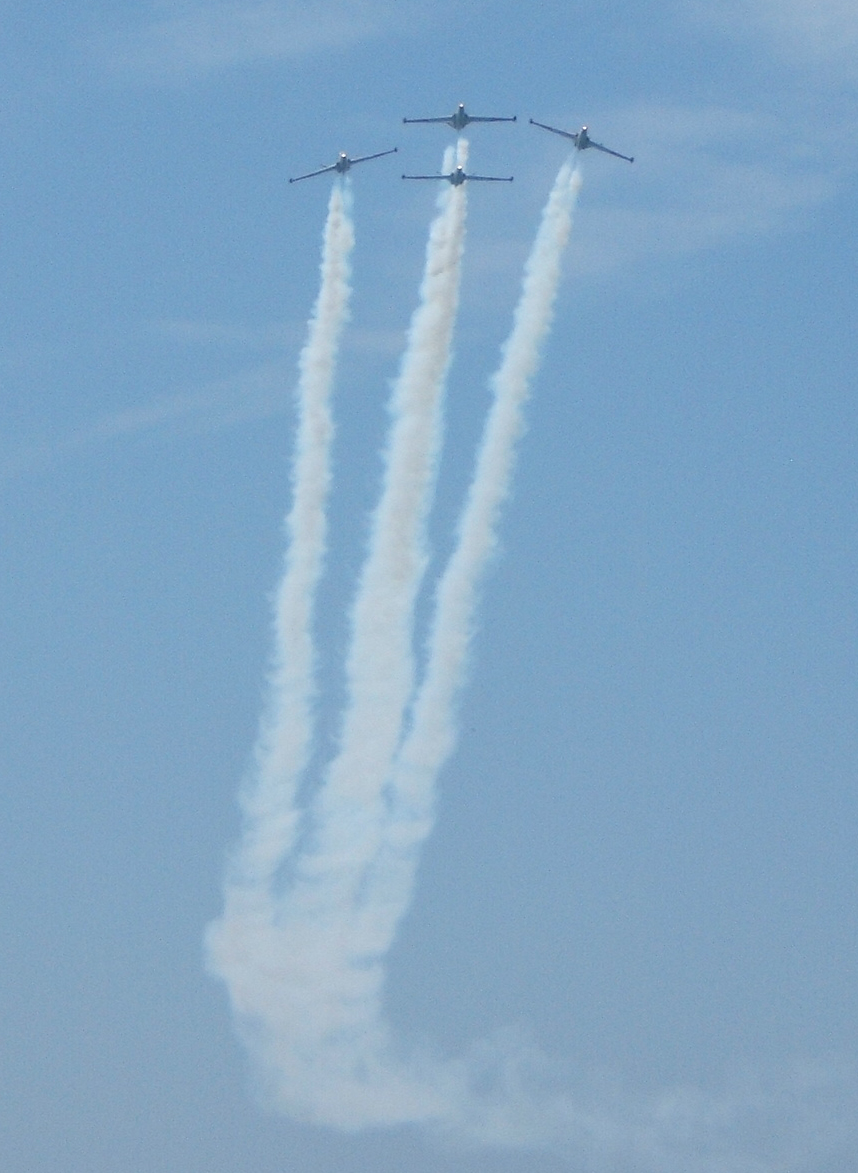
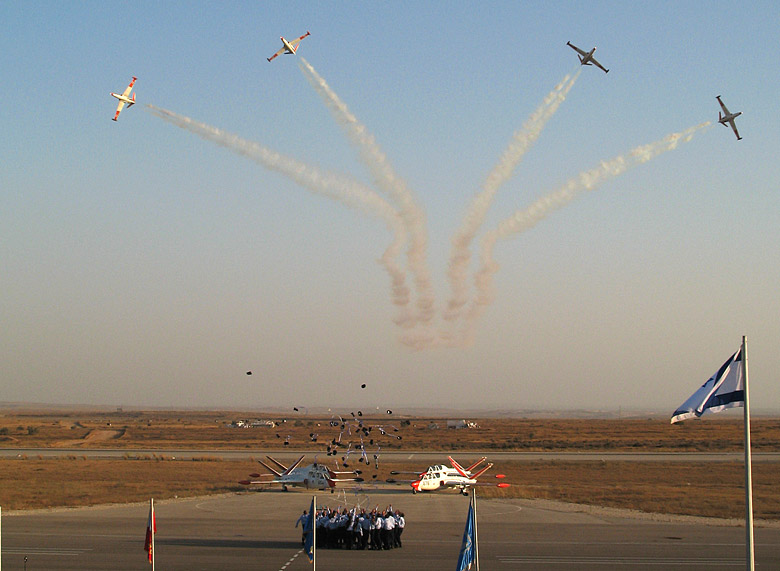